# Nonville (Wogezy)
Nonville – miejscowość i gmina we Francji, w regionie Grand Est, w departamencie Wogezy.
Według danych na rok 1990 gminę zamieszkiwało 155 osób, a gęstość zaludnienia wynosiła 17 osób/km² (wśród 2335 gmin Lotaryngii Nonville plasuje się na 890. miejscu pod względem liczby ludności, natomiast pod względem powierzchni na miejscu 660.).